# Skräckens dal
Skräckens dal är en serie från DC Thomson som handlar om en ung stenålderspojke vid namn Auri. Serien publicerades på svenska i Tumac nr 3–5/1978. Den tecknades av César Spadari.